# Sailor Uranus
Sailor Uranus (セーラーウラヌス?, Sērā Uranusu), il cui vero nome è Haruka Ten'ou (天王 はるか?, Ten'ō Haruka), è un personaggio del manga e anime Sailor Moon. Fa parte del gruppo delle Guerriere Sailor ed è conosciuta in Italia come Heles. Oltre a quello di Sailor Uranus, lei adotta anche il nome di battaglia Sailor Urano negli albi pubblicati in Italia dalla Diamond, ed infatti Sailor Uranus rappresenta Urano, il pianeta dei venti, ed insieme a Michiru, Setsuna e Hotaru fa parte del gruppo di Guerriere del Sistema Solare Esterno. Compare per la prima volta all'interno della terza serie.

## Aspetto e carattere
Sailor Uranus è un personaggio ostinato, individualista e impulsivo, ma anche protettivo, affascinante e dotato di una forte volontà. Ha i capelli biondi corti, gli occhi grigi e ama vestirsi sempre con abiti maschili, assomigliando così a un ragazzo: infatti, Sailor Uranus è una ragazza dai bei lineamenti androgini, cosa che spesso porta le ragazze della serie a scambiarla per un ragazzo particolarmente avvenente, dando vita a numerose gag comiche nelle quali personaggi come Makoto Kino, Rei Hino e Minako Aino provano a flirtare con Sailor Uranus, salvo poi accorgersi della sua vera identità di genere e restare di stucco davanti all'evidenza. Nella terza serie vive una relazione omosessuale con Sailor Neptune, con la quale è fidanzata, censurata nell'edizione italiana di Mediaset e sulle reti televisive statunitensi. Appare estremamente protettiva nei confronti di Usagi, per la sua natura di Principessa della Luna, ma anche per il particolare rapporto d'affetto che si instaura fra le due. In ogni caso, così come Michiru, Sailor Uranus rimane un personaggio misterioso che chiaramente persegue i suoi scopi, spesso sconosciuti ai più, e insieme a Michiru frequenta l'Istituto Mugen. Ha una spiccata passione per la corsa e per i motori, in generale per la velocità, che accompagna ad un interesse per la musica classica e all'abilità nel suonare il pianoforte. I suoi colori preferiti sono il blu scuro e il nero, il punto forte a scuola è l'educazione fisica, mentre il cibo preferito è l'insalata con il mais dolce. Odia studiare il giapponese moderno e il suo sogno è diventare una pilota professionista. La sua automobile è una Toyota 2000GT decappottabile, gialla o bianca a seconda delle versioni, mentre solo una volta compare su una Mazda Mx-5 Miata, montego blu. I suoi abiti scolastici sono stati ispirati alla Takeuchi da alcune rappresentazioni teatrali facenti capo al Takarazuka Revue, una forma di espressione teatrale tipicamente giapponese nella quale i personaggi maschili sono interpretati da donne.

## Trasformazioni e aspetti

### Sailor Uranus

Sailor Uranus nell'anime

Come Michiru e Setsuna, Sailor Uranus detiene uno dei Tre Talismani, la spada Space Sword (evidente riferimento alla spada Kusanagi della tradizione giapponese) ed ha il titolo di Guerriera dei Cieli. Sailor Uranus acquista una valenza significativa sia durante la terza serie, che nella quinta.
È in grado di avvertire e comprendere la voce del vento soprattutto all'avvicinarsi di problemi. Nel manga, la sua aura è blu, nell'anime invece è un misto di blu e oro. I suoi attacchi si rifanno ai movimenti d'aria, alle forze magnetiche e supersoniche dello spazio: si tratta, in generale, di colpi che partono dall'alto e che vengono scaricati verso il basso, in quanto si credeva che Urano, essendo la personificazione del cielo nella mitologia greco-romana, fosse l'unica divinità ad avere la facoltà di scuotere il mondo.
Come riferì il regista della terza serie, Sailor Uranus, come Sailor Neptune del resto, nell'anime possiede un talismano perché è pronta a sacrificare la sua vita, o quella di un innocente, per un bene maggiore, ed è pronta a tutto per la salvezza del pianeta e del futuro. Viene spiegato che solo un cuore estremamente puro non avrebbe paura del sacrificio comportato dalla loro missione.
Naoko Takeuchi disse che Sailor Uranus era una donna con un corpo di donna e il cuore di uomo.

### Principessa Uranus

Simbolo di Urano

Durante il Silver Millennium, Sailor Uranus era anche la principessa del suo pianeta. Insieme a Sailor Pluto e Sailor Neptune, aveva il compito di proteggere il regno dagli attacchi esterni al sistema solare. La Principessa Uranus viveva nel Miranda Castle, ed indossava una veste blu, come appare nell'atto 41 del manga. A quanto pare a quel tempo non aveva una relazione con la Principessa Neptune, in quanto le outer senshi raramente si incontravano, essendo tutte e tre relegate nelle loro rispettive postazioni di difesa.

## Poteri e attacchi
Trasformazioni
| Formula originale              | Formula italiana (anime)                                               | Formula italiana (manga)       | Uso nella serie |
| ------------------------------ | ---------------------------------------------------------------------- | ------------------------------ | --------------- |
| Uranus Planet Power, Make Up!  | Potere di Urano, Vieni a Me! / Potere planetario di Urano trasformami! | Uranus Planet Power, Make Up!  | anime/manga     |
| Uranus Crystal Power, Make Up! | Potere del Cristallo di Urano trasformami!                             | Uranus Crystal Power, Make Up! | manga/Crystal   |

Uranus Planet Power, Make Up!: al momento della trasformazione, primo fra tutti appare il simbolo astronomico di Urano e dopo aver ruotato su se stesso si ricongiunge al Lip Rod di Sailor Uranus che appare sullo sfondo, Haruka lo afferra, mostrando delle unghie smaltate color blu.
Emanando un'onda luminosa dorata, Sailor Uranus ruota su sé stessa per creare un cerchio dello stesso colore, che la avvolge dal basso in un furioso vortice di vento.
Viene mostrato il suo viso e un leggero strato di lucidalabbra, appare quindi nelle sue vesti di Guerriera, prima che assuma la sua posa definitiva.
Attacchi
| Nome originale                                                                         | Traduzione                                                                                   | Nome italiano (anime)                                                                                    | Nome italiano (manga)                                                                  | Uso nella serie |
| -------------------------------------------------------------------------------------- | -------------------------------------------------------------------------------------------- | --- | -------------------------------------------------------------------------------------- | --------------- |
| World Shaking                                                                          | Scuotimento Planetario                                                                       | Bomba di Urano, azione! / Terremoto di Urano!                                                            | World Shaking                                                                          | manga/anime     |
| Space sword blaster (con la Space Sword)                                               | Spada spaziale distruttrice                                                                  | Colpo Fendente di Urano! Azione! / Fendente di Urano, azione! / Esplosione di luce della Spada Spaziale! | Space sword blaster/Space world bluster                                                | manga/anime     |
| Space Turbulence                                                                       | Turbolenza spaziale                                                                          | n/a | Space turbulence                                                                       | manga           |
| Galactica Space Turbulence (con la Space Sword)                                        | Turbolenza spaziale galattica                                                                | n/a | Galactica Space Turbolence                                                             | manga           |
| Sailor Planet Power Uranus! Neptune! Pluto! Mercury! Mars! Jupiter! Venus! Meditation! | Potere Planetario Sailor Uranus! Neptune! Pluto! Mercury! Mars! Jupiter! Venus! Meditazione! | Potere planetario Sailor: Urano! Nettuno! Plutone! Mercurio! Marte! Giove! Venere! Riflessione!          | Sailor Planet Power Uranus! Neptune! Pluto! Mercury! Mars! Jupiter! Venus! Meditation! | manga/Crystal   |

World Shaking: per realizzare questo attacco, Sailor Uranus solleva in alto la sua mano destra, evocando inizialmente un'energia dorata, che si concentra intorno alla mano stesa assumendo la forma di un pianeta con un anello attorno. Successivamente getta con forza la sfera a terra, che inizia a spaccarsi, scatenando un terremoto e attirando dei fulmini intorno ad esso.
Rifacendosi ai caratteri kanji usati per la scrittura giapponese di questo attacco, esso contiene parole come "cielo", "mondo celeste" e "sisma", attingendo al potere di cui era investito il dio romano Urano personificazione della volta celeste, il quale era l'unico ritenuto in grado di scuotere il pianeta dall'alto dei cieli.
Space Sword Blaster: attacco che prevede l'uso della Space Sword per colpire il nemico con una potente onda d'energia, rilasciata dal Talismano, capace di fendere qualsiasi cosa e colpire più nemici simultaneamente.
Space Turbolence: attacco che prevede l'uso della Space Sword Sailor Uranus solleva le sue mani per concentrare un'enorme quantità d'energia con la quale colpire il nemico.

## Doppiatrici e attrici
Nella versione giapponese Sailor Uranus è stata doppiata da Megumi Ogata e da Junko Minagawa (serie Crystal), mentre in quella italiana da Maddalena Vadacca e da Tatiana Dessi (serie Crystal) e solo nell'episodio 200, da Loredana Nicosia.
Nei musical è stata interpretata da 5 attrici: Sanae Kimura (1994-1998), Nao Takagi (1998-2002), Asako Uchida (2003-2004), Akiko Nakayama (2004-2005) e Shuu Shiotsuki (dal 2015).
Non è mai apparsa nella versione live-action.